# デュゲイ・トルーアン級軽巡洋艦
デュゲイ・トルーアン級軽巡洋艦 (フランス語: Croiseurs Légers de la classe Duguay Trouin) は、フランスの巡洋艦。第一次世界大戦終結後、フランス海軍が初めて建造した近代型軽巡洋艦である。3隻（デュゲイ・トルーアン、ラモット・ピケ、プリモゲ）が竣工した。防御力を代償に速力を重視した設計であり、海軍休日時代におけるフランス巡洋艦の起点となった。本級は列強海軍軽巡洋艦の中で初めて全主砲を砲塔に収めた型式の艦である。

## コンセプト
本級の竣工までフランス海軍にはいわゆる「軽巡洋艦」と呼ばれる艦種は存在しなかった。主甲板に装甲板を張った「防護巡洋艦」か、その無防御な舷側に装甲を張り、ある程度の防御力を持たせた「装甲巡洋艦」しか持ち得なかった。しかし、列強各国で舷側に軽装甲を張り、駆逐艦程度の砲撃力ならば耐えうる「軽巡洋艦」が世界的なブームになってから、フランス海軍は1912年制定の艦隊計画において、同年から1915年にかけて排水量4,500～6,000トンで速力27ノット～29ノットで計10隻の高速巡洋艦案を計画したのだが、第一次世界大戦の勃発により建造計画は破棄されてしまった。
第一次世界大戦後、フランス海軍はドイツ帝国やオーストリア＝ハンガリー帝国より多数の戦利艦を得た。軽巡洋艦ストラスブール、メス、コルマル、ミュルーズ、ティオンヴィルの運用実績や新たな建艦技術を盛り込み、仮想敵としてイタリア海軍の軽巡洋艦に定めた。
それが、1922年艦隊整備計画として建造されたのが「デュゲイ･トルーアン（Ⅱ）」級である。本級は船体防御は軽防御に留め、それにより浮いた重量を高速性能のための機関重量と高航続能力のための燃料タンクの拡充に充て、高い航洋性能を持つ艦として設計された。本級は新機軸を多く盛り込み、大戦間におけるフランス巡洋艦の原点になった。
- 主砲をすべて砲塔型式に収めた。
- 機関のシフト配置、水密区画の細分化による生存性向上。
- 間接防禦に依存し、装甲は最低限に抑える[2]。
- 主機関へのタービン機関の導入。
- 防御より速力を重視[2]。
- 凌波性向上の為の高乾舷・船首楼型船体の採用。

## 艦形について

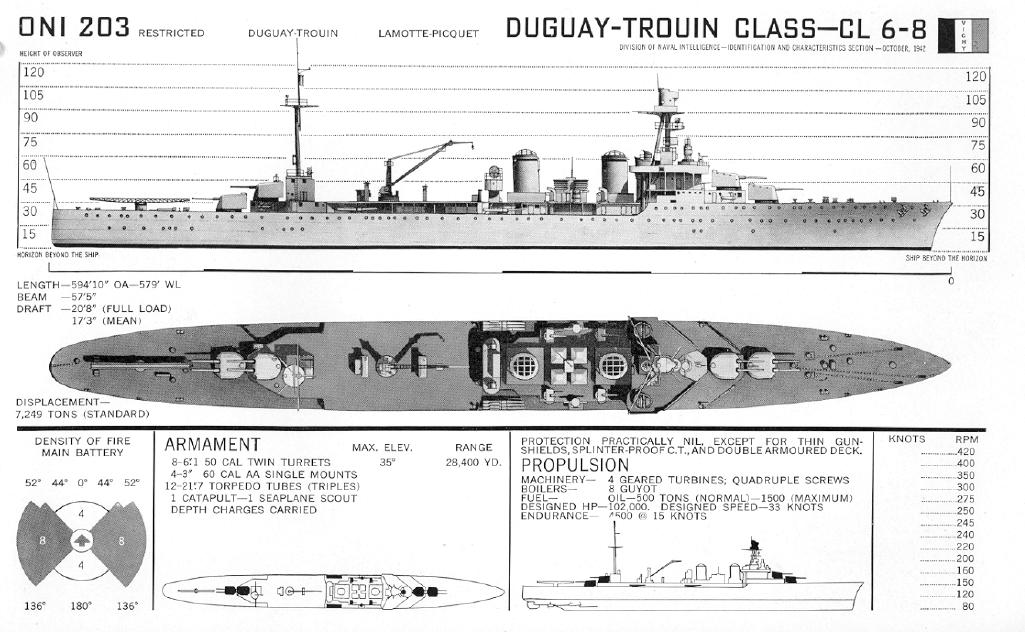
1942年の本艦の武装・装甲配置を示した図。

船体型式は前述の通り船首楼型で、水面から甲板までの乾舷は高く、本級の凌波性能は良好であった。クリッパー型艦首から甲板は軽く傾斜（シア）が付いた艦首甲板上に本級より新設計の「1920年型 15.5cm（50口径）速射砲」を連装砲塔に収め、1・2番主砲塔を背負い式で2基、測距儀を載せた艦橋を組み込んだ軽量な三脚型の前部マストが立ち、そこから甲板一段武下がった中央部に2本煙突が立つ。2本煙突の側面にはの舷側甲板には「1922年型　7.5cm（60口径）高角砲」を単装砲型式で左右2基ずつ計4基装備する。また、雷装として53.3cm三連装水上魚雷発射管を片舷2基ずつの計4基12門と強雷装を持った。その後方は艦載艇置き場となっており、艦載艇は中央部に揚収クレーンにより運用された。後部甲板上に簡素な単脚式の後部マストの背後に後ろ向きに3・4番主砲塔を背負い式で2基配置し、末端に水上機射出用カタパルトが載る。舷側には上下二列に丸い舷窓が並ぶが、これは酷暑の植民地で乗員が熱射病にやられないように通風を考えてのことである。

## 武装

### 主砲
主砲は新設計の「1920年型 15.5cm（50口径）速射砲」を採用したが、これは本来の口径ではない。本級は1922年4月に建造が認められた当時は戦前の装甲巡洋艦の主砲と同口径の19.4cm砲を搭載するはずであったが、この頃に定められたワシントン海軍軍縮条約により巡洋艦の最大主砲口径は8インチ=20.3cm、そのために19.4cm砲では若干ながら威力不足と判断された。しかし、建造までには20.3cm砲の製造が間に合わない為、急遽の策として同条約で定められた6インチ砲を採用することとなった。これならば当時に世界的に注目を集めた陸軍の15.5cm砲の製造実績が流用でき、陸軍に比べて予算的に苦しいフランス海軍でも陸軍と砲弾の融通が利くというので議会への予算も通りやすいだろうと採用された。
砲身は当時の最新技術である自緊砲身を採用し、製造に逸早く成功した。砲の旋回・俯仰動力は電動方式を採用したが、1927年に射撃方位盤が取り付けられ、方位盤管制による効果的な射撃が可能になった｡

### その他、備砲、雷装
対空火器として「1922年型　7.5cm（60口径）高角砲」が採用された。その性能は重量5.93kgの砲弾を仰角40度で14,100mまで、最大仰角90度で高度8,000mまで届かせることができた。 これを単装砲架で4基を搭載し、砲架の俯仰能力は仰角90度・俯角10度で、旋回角度は左右150度の旋回角度を持っていたが実際は遮蔽物に制限された。装填形式は自由角度装填で、発射速度は人力装填のため毎分8～15発であった。
他にはオチキス社製「13.2mm（76口径）機銃」が単装砲架で4丁が載せられた。
なお、1940年に「自由フランス軍」に編入された三番艦「デュゲイ･トルーアン」は編入後に対空火力が増備され、「ボフォース40mm（56口径）機関砲を単装砲架で6基と「エリコン20mm（70口径）機銃」単装砲架で20丁と連合軍製対空レーダーにより射撃管制された｡

## 艦体

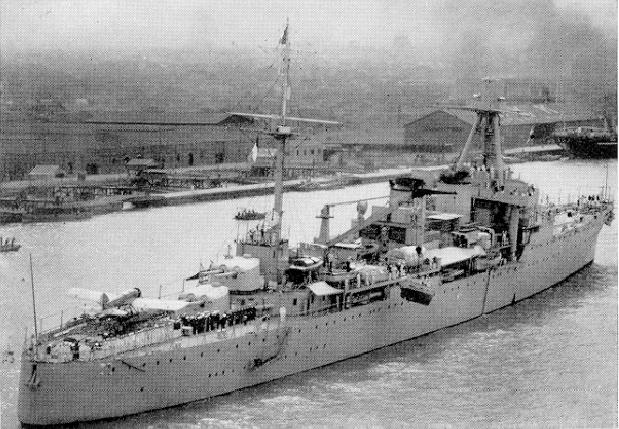
1923年に撮影された「デュゲイ・トルーアン」。本級は水上機運用能力を持っていた。

艦体は艦首構造に高速航行に適したクリッパー・バウを採用しており、艦首から艦橋部までが1段高い船首楼型を採用しているが、これは波の荒い北大西洋やインド洋での長距離作戦航海を考慮した為であり、凌波性能と航行性能では7千トン級の船体で1万トン級の艦と同等の性能を持っていた。しかし、高い乾舷は荒天時の航海で横風をはらむ危険性を持っており、風の影響を受けやすかった。

## 機関配置
缶室・機関分離配置は第一次大戦前の装甲巡洋艦と同様である。主缶にはギョ・ド型重油専焼水管缶を採用し、主機関にはパーソンズ式ギヤード･タービンを組み合わせた結果、最大出力102,000馬力、速力33ノットを発揮し、抵抗の少ない船体により機関出力が半分であっても速力30ノットを出すことが出来た。航続性能は15ノットで4,500海里が航行できた。

## 航空兵装
本級からフランス巡洋艦は水上機運用能力を持つようになる。1927年から射出カタパルトは圧縮空気方式で後部甲板上に1基が載せられ、水上機2機を運用した。なお、これらの装備は1942年頃から撤去され、対空設備を増備するためのスペースに充てられた。

## 防御
舷側装甲は無く、甲板防御に20mmの装甲を張り、弾火薬庫や舵機室など主要防御部に「ボックス・シタデル」と呼ばれる20mm装甲板で囲む軽防御方式を採っている。その代り、機関区画への縦隔壁と細分化された水密区画により水線下触雷時の浸水被害の局限化を図っていた。